# 埼玉県立騎西高等学校

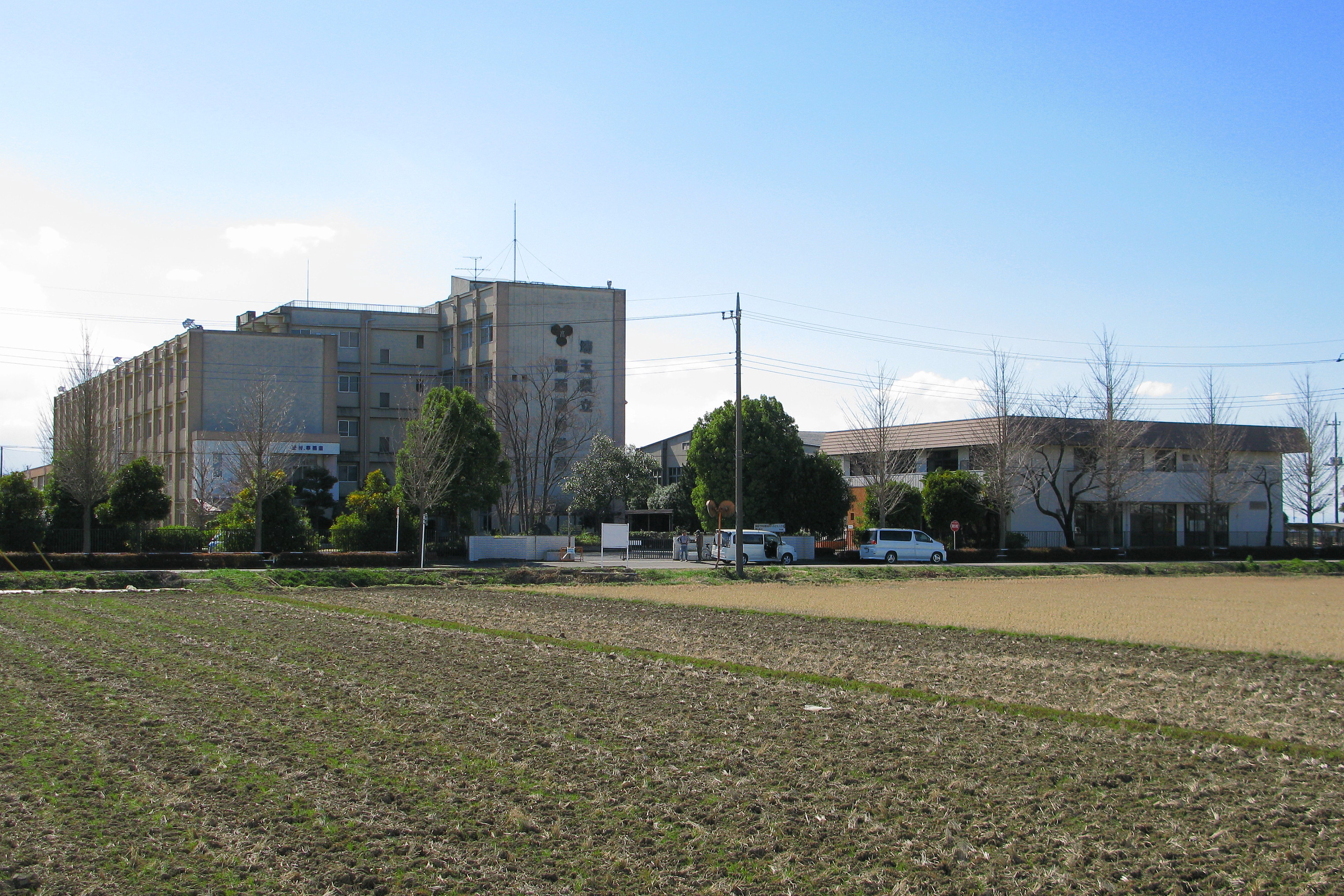
遠景

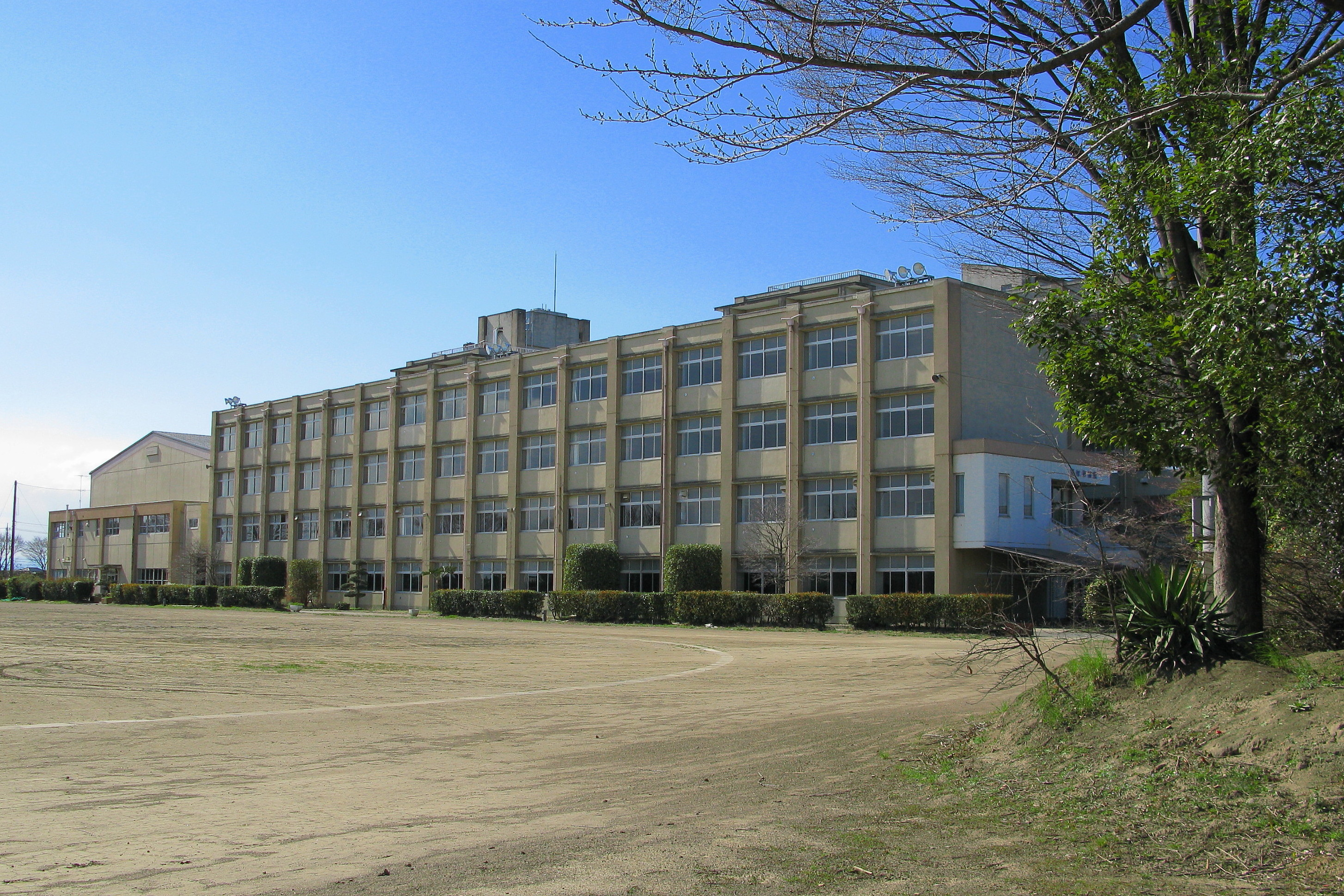
校舎

埼玉県立騎西高等学校（さいたまけんりつ きさいこうとうがっこう）は、埼玉県北埼玉郡騎西町大字騎西（現在の加須市騎西）に所在した公立の高等学校。
旧騎西町唯一の高等学校だった。2005年を最後に生徒の募集を停止し、2008年に埼玉県立不動岡誠和高等学校と統合し閉校した。

## 設置学科
- 普通科
- 体育科

## 沿革
- 1981年（昭和56年） 埼玉県立騎西高等学校設立。普通科・体育科設置（東部地区唯一の普通科・体育科併設校）
- 2000年（平成12年）　創立20周年記念式典挙行
- 2008年（平成20年） 埼玉県立不動岡誠和高等学校と統合され、埼玉県立誠和福祉高等学校となる。（設置場所は不動岡誠和高校の現在地）

## クラブ
- 運動部

サッカー部・バスケットボール部・体操競技部・陸上部・野球部・ラグビー部・ウエイトリフティング部・弓道部・卓球部・水泳部・柔道部・山岳部・テニス部
- 文化部

家庭・放送・化学・書道・茶道・美術・華道

## 交通
- 東武伊勢崎線加須駅より朝日バス「鴻巣駅」行、「免許センター」行乗車。「騎西1丁目」バス停より徒歩15分
- JR高崎線鴻巣駅より朝日バス「加須車庫」行、「加須駅」行、「福祉センター」行乗車。「騎西1丁目」バス停より徒歩15分

## 閉校後
閉校後の跡地利用については様々な検討が行われている。
2011年3月に双葉町の役場機能が移転するまで、校舎などの主な施設は放置された状態で、地元地域のスポーツレクリエーションなどでグラウンドなどの利用はされているものの事実上の遊休施設だった。他方では、東京都心から東北自動車道を利用すれば1時間半から2時間程度で来られる比較的手頃な立地条件にあることなどから、テレビドラマなどのロケーション撮影の学校セットとしての一時的な利用がある。

### テレビドラマ
- タンブリング (TBS)
- 同窓会 (テレビ朝日)
- ゲゲゲの女房 (NHK)
- うぬぼれ刑事 (TBS)
- Q10 (日本テレビ)
- 霊能力者 小田霧響子の嘘 (テレビ朝日)
- 浅見光彦シリーズ 棄霊島 (フジテレビ)

### 映画
- ランウェイ☆ビート (2011年3月19日公開、松竹)
- 富江 アンリミテッド (2011年5月14日公開、ティ・ジョイ/CJ Entertainment Japan)
- 行け!男子高校演劇部（2011年8月6日公開、ショウゲート）
- ももいろそらを（2013年1月12日公開）

### 避難所としての利用
2011年（平成23年）3月11日の東日本大震災における津波に付随して発生した福島第一原子力発電所事故により、町役場の機能を含めて住民が集団避難した福島県双葉郡双葉町の避難所として利用された。同年3月末、それまでさいたまスーパーアリーナに避難していた、同町役場と同町の約1,200人の住民が移転した。東日本大震災後、日本で最後に残った避難所である。
2013年（平成25年）12月、最後の避難住民が退去し、片付けと清掃が完了したため、2014年（平成26年）3月27日に双葉町は旧騎西高避難所を埼玉県に返還した。鍵を返還する際、伊沢史朗双葉町長が上田清司埼玉県知事に謝意を伝えた。

### 埼玉県サッカー協会フットボールセンター
2019年3月1日、埼玉県サッカー協会フットボールセンターとして整備が完了し、オープンした。

## 主な卒業生
- 高橋百合子 - ウエイトリフティング選手、シドニー五輪代表
- 入船亭扇蔵 (4代目) - 落語家
- 河野かずお - お笑い芸人